# Zalamea la Real
Zalamea la Real egy spanyol városka Huelva tartományban, Nyugat-Andalúziában. 2012-ben lakosainak száma 3365 fő volt.
Valverde del Caminótól északra Mérida felé található az El Pozuelo dolmenek és a római Baetica provincia Calento településéről is ismert városka. Jelentősége még, hogy itt ágazik el az út Moura-Lisszabon illetve Mérida (Spanyolország)-Madrid felé.

## Helye
Zalamea le Real az Odiel és a Tinto folyók között fekszik. A várostól mintegy 3 km távolságra északra indul az A-461-es út a Corta Atalaya Golf Klub, Minas de Ríotinto, Zafra és Santa Olalla del Cala felé, ahol találkozik a Mérida-Madrid felé tartó A-66-os úttal.
Északra Badajoz, délre Huelva, Madrid felé pedig Santa Olalla del Cala a legfontosabb közlekedési kapcsolatai. 60 km feletti távolsággal délre Huelva, nyugatra a Calañas településnél az Odiel folyón átvivő hídon át a Guadiana és ezáltal Portugália is jól megközelíthető innen. Turistacélpontként a legközelebbi repülőtér a Sevillai Repülőtér - az SVQ - mintegy 95 km-es távolságra található.

## Szerepe
Zalamea la Real azon települések sorában helyezkedik el, melyeken keresztül a Sierra Morena bányászott kincseit Huelva felé a tengerpartra szállítják. A növekvő iparáról jelentős anyavárosát, Valverde del Caminót szolgálja ki, mint a legfontosabb forgalmi csomópont.
Anyavárosa szerepének növekedésével várható, hogy Zalamea szerepe is megnő. Az El Pozuelo dolmenek, csodás folyóvölgyei és más látnivalói egyre népszerűbb turistahellyé teszik.

## Részei
Zalamea la Real beosztásának egységei az alábbiak:
- Las Delgadas
- Montesorromero
- Marigenta
- El Pozuelo
- El Villar
- El Buitrón y Membrillo Alto

## Népesség
A település lakosságának változását az alábbi diagram mutatja:
| Lakosok száma | 3547 | 3523 | 3516 | 3414 | 3380 | 3232 | 3178 | 3068 | 3055 | 2963 |
|               | 2001 | 2004 | 2006 | 2009 | 2011 | 2014 | 2016 | 2019 | 2021 | 2024 |